# Mahmoud Mollaghasemi
Mahmoud Mollaghasemi   (Teheran, 5 d'abril de 1929) fou un lluitador iranià, especialista en lluita lliure, que va competir durant la dècada de 1950.
El 1952 va prendre part en els Jocs Olímpics d'Estiu de Hèlsinki, on guanyà la medalla de bronze en la competició del pes mosca del programa lluita lliure.
En el seu palmarès també destaca una medalla de plata en els Campionat del Món de 1952 i dos campionats del pes mosca d'estil lliure.
Una vegada retirat va exercir d'entrenador i posteriorment de jutge internacional.